# قصر المصلى
قصر المُصلى يسمى أيضًا قصر المشتى هو أحد القصور الملكية في الأردن. بُني القصر في عهد الملك المؤسس عبد الله الأول في الشونة الجنوبية الواقعة في الغور الأردني بين الضفتين الغربية والشرقية لنهر الأردن. واختير له هذا الموقع ليكون بيت الاستراحة الشتوية للملك عبد الله الأول في فصل الشتاء، ومن هنا عُرف أيضاً بـ«قصر المشتى».
أطلق الملك المؤسس اسمَ «المصلّى» على هذا القصر، لأن صلاة العصر أو المغرب كانت تقام فيه دائماً بعد عودة الملك المؤسس من مدينة القدس حيث كان يحرص على أداء صلاة الجمعة فيها. ولا يبعد قصر المصلّى عن القدس سوى 50 كم.

## البناء والعمارة
يتكون القصر من جناحين رئيسيَّين يصل بينهما ممرّ. أولهما الجناح الأيمن، يقع فيه مكتب الملك عبد الله الثاني الذي أصبح اليوم يحتوي على مجموعة من الصور الخاصة بالملك الراحل الحسين بن طلال أيام الطفولة وصورة لسرب من الطائرات بالإضافة إلى حجرات استقبال. أما الجناح الأيسر فيضم حجرة استقبال وطعام. ويقع المصلّى إلى جانب القصر من الخارج، وهو عبارة عن مكان مخصَّص للصلاة يتوسطه محراب، سقفه من الخشب والقرميد، وأرضيته من البلاط.
يحيط بقصر المصلّى سور بسيط الارتفاع له بوابة ضخمة على شكل قوس، ويقع على جانبي البوابة حجرات صغيرة للحراسة. وتؤدي البوابة إلى حديقة مزروعة بالنخيل والورود، يتوسطها القصر المبنيّ من قِطَع الحجر الصغيرة على الطراز المعماري الإسلامي الذي يتمثل في الأقواس والجدران السميكة.

## التاريخ
من أبرز الأحداث التي شهدها قصر المُصلّى هو وداعُ الملك عبدالله الأول للقوات الأردنية في ليلة 15 أيار 1948، حيث ألقى الملك المؤسس خطابا بحضور أمين عام جامعة الدول العربية آنذاك عبد الرحمن عزام.زحف الجيش الأردني باتجاه فلسطين لإنقاذها وتحريرها، وقد حقق الجيش الأردني أهدافه كاملة في تلك الحرب وأنقذ القدس وأرض فلسطين التي عُرفت فيما بعد باسم «الضفة الغربية» بعد وحدتها مع الأردن.في هذا القصر أيضا تقبّل الملك المؤسس من أهل الضفة الغربية وثائق المبايعة وطلب توحيد الضفتين عام 1950.
كما جرت في هذا القصر مناظرات ومساجالات شعرية كثيرة، واشتُهر بجلسات الأدباء والشعراء وأصحاب الفكر والرأي، شارك في هذه الجلسات إلى جانب الملك عبد الله الأول، العديدُ من شعراء عصره، ومن أبرزهم مصطفى وهبي التل (عرار) ووديع البستاني. ويقول الملك المؤسس في ذلك:
لِقَصْرِ المصلّى إذْ بهِ الوردُ يانعُ............. ألستَ تراه مثلما كانَ يا فتى
روى الملك الراحل الحسين بن طلال في كتابه (Uneasy Lies the Head) قصة تعرّفه على الأميرة منى في قصر المصلّى فقال: «كان أول لقاء في حفل خاص غير رسمي في فيلّا الشتاء الصغيرة في الشونة». كما أجريت في حديقة القصر في مطلع السبعينات، مقابلة تلفزيونية مع الملك الحسين وهو يرتدي اللباس العسكري تحدث فيها عن القضية الفلسطينية، في إشارة إلى الأهمية التاريخية للقصر ودور جدّه الملك المؤسس في الدفاع عن هذه القضية.

## أنظر أيضًا
- قصر الحسينية
- قصر الندوة
- قصر بسمان
- قصر رغدان
- قصر زهران